# Drassodex
Drassodex Murphy, 2007 è un genere di ragni appartenente alla famiglia Gnaphosidae.

## Distribuzione
Le 10 specie note di questo genere sono diffuse in Europa, Russia e Kazakistan: la specie dall'areale più vasto è la D. hypocrita rinvenuta in varie località di tutte e tre le regioni.

## Tassonomia
Per la determinazione delle caratteristiche di questo genere sono stati esaminati gli esemplari tipo Drassodex hypocrita (Simon, 1878) dall'aracnologo John Murphy.
Non sono stati esaminati esemplari di questo genere dal 2012.
Attualmente, a maggio 2015, si compone di 10 specie:
- Drassodex cervinus (Simon, 1914) — Spagna, Francia
- Drassodex drescoi Hervé, Roberts & Murphy, 2009 — Francia, Svizzera, Italia
- Drassodex fritillifer (Simon, 1914) — Spagna, Francia
- Drassodex granja Hervé, Roberts & Murphy, 2009 — Spagna
- Drassodex heeri (Pavesi, 1873) — Europa
- Drassodex hispanus (L. Koch, 1866) — Europa
- Drassodex hypocrita (Simon, 1878)[2] — Europa, Russia, Kazakistan
- Drassodex lesserti (Schenkel, 1936) — Francia, Svizzera
- Drassodex simoni Hervé, Roberts & Murphy, 2009 — Francia, Svizzera
- Drassodex validior (Simon, 1914) — Francia